# Eric Godoy
Eric Orlando Godoy Zepeda, född 26 mars 1987 i Valparaíso, är en chilensk fotbollsspelare. Han spelar som back i Santiago Wanderers sedan 2005.